# ミドリカミキリ
ミドリカミキリ Chloridolum viride は、カミキリムシの1種である。細長い体つきで、緑色の金属光沢を持つ。ただし、生息地域によって色に違いも見られる。

## 特徴
細長い体つきのカミキリムシ。体長は12-22mm。全身が濃緑色から黒緑色で強い金属光沢があり、さらに前胸では多少とも赤銅色が加わる。触角と歩脚は黒藍色で、体の下面は絹のような光沢が乗る。ただし地域による変異や個体変異もあり、北海道では赤銅色がかったものが見られ、屋久島では青緑色の個体がある。
頭部には正中線にはっきりした溝があり、また頭頂部には皺がある。触角は糸状で体長よりやや長く、柄節は短くて太く、第3節の半分よりやや短く、また第3節は第4節より長い。前胸は円筒状で背面には多数の横皺があり、また側面には円錐形の突起が1対ある。前翅は細長く、左右の縁はほぼ並行になっているが、その先端は各々が丸くなっている。それぞれの前翅の背面には不明瞭な2本の縦肋があり、また縮んだような皺が一面にある。歩脚は細長く、中でも後脚は特に細長くなっており、その腿節の端が前翅の後端を越える。後脚の脛節は腿節とほぼ同じくらいに長く、かつ扁平になっている。中脚では跗節の第1節は第2，第3節を合わせたものより長く、後脚では第1節が更に長く、第2，第3節の計の2倍を超える。

## 分布
日本では北海道から九州までの日本本土と、それに礼文島、利尻島、隠岐、対馬、壱岐、種子島、屋久島から知られ、国外では千島、樺太、朝鮮、中国から知られる。平地から亜高山帯の針葉樹林域まで広く生息している。普通種のカミキリムシである。

## 習性など
成虫が出現するのは4-8月で、クリやノリウツギ、ウツギなどの花に訪れ、また広葉樹の伐採木や薪などにも集まる。幼虫はそれらの材を食べ、またシイタケのほだ木も幼虫の餌として利用される。孵化した幼虫は樹皮の下の層を食べ進み、虫糞を外に出し、成熟すると材に潜り込んで蛹化し、翌年4月に羽化する。

## 近似種
本種は当初は Leotium viride Thomson の学名で記載され、その後現在の属に移されたものである。
本種を含むアオカミキリ族には複数の属があり、いずれも青緑色の体色をしており、日本には複数種がある。その多くは本種より大型で幅広い体格をしている。ただし南西諸島にはオオシマミドリカミキリ Chlorodilum loohooanum やヤクシマミドリカミキリ C. kurosawae などの類似した種がある。ただしこれらはかつては別属とされたもので、現在は同属とするものの、それでも亜属の段階で分けられており、その違いとしては本種の後肢?節の第1節が特に長い点が挙げられる。

## 利害
幼虫がシイタケのほだ木に加害することがある。菌糸が蔓延した木につくことは少なく、新ほだ木が加害を受ける。特に樹皮の薄い木が加害を受けやすい。